# National Vanguard

Flag van de National Vanguard met Tiwaz

National Vanguard is een Amerikaans nationaalsocialistische organisatie die gesticht werd door Kevin Alfred Strom en voormalige leden van de National Alliance.

## Activiteiten
De groep richt zich op meetings en de distributie van flyers. In 2005 probeerden enkele leden van de groep een nieuwe politieke partij in Nevada te stichten, de White People's Party. Een van de partijstandpunten was om "het blanke ras" op de lijst van uitstervende diersoorten te zetten omdat de wetgeving het voortbestaan van het blanke ras bedreigt.
Na de ravage die Orkaan Katrina aanrichtte, stuurde de National Vanguard een team om families in Alabama en Mississippi te helpen. Hulp werd alleen geboden aan blanke slachtoffers.
In 2005 voerde de groep campagne voor het popduo Prussian Blue dat bestond uit de tweelingzussen Lynx en Lamb Gaede. Het doel was om een nieuw problank genre muziek te creëren dat de mainstreamkanalen zou overspelen. Hun moeder, April, is een activiste voor de National Vanguard.